# شرکت تئاتر رانداباوت
شرکت تئاتر رانداباوت (انگلیسی: Roundabout Theatre Company) مالک چهار سالن تئاتر در شهر نیویورک، آمریکا است.
این شرکت که در سال ۱۹۶۵ تأسیس شده دارای سه سالن تئاتر امریکن ایرلاینز، استودیو ۵۴ و تئاتر استیون سوندهایم در منطقه تئاتر برادوی و همچنین سالن تئاتر لورا پلز (بلک‌باکس) می‌باشد.